# Feketehalmi erődtemplom
A feketehalmi erődtemplom műemlékké nyilvánított épület Romániában, Brassó megyében. A romániai műemlékek jegyzékében a BV-II-a-A-11643 sorszámon szerepel.